# Wiebelsheim
Wiebelsheim är en Ortsgemeinde i Rhein-Hunsrück-Kreis i det tyska förbundslandet Rheinland-Pfalz. Wiebelsheim har cirka 1 000 invånare.
Kommunen ingår i kommunalförbundet Verbandsgemeinde Hunsrück-Mittelrhein tillsammans med ytterligare 32 kommuner.